# Pa Modou Jagne
Pa Modou Jagne (Banjul, Gambia; 26 de diciembre de 1989) es un futbolista de Gambia que juega en la posición de defensa y que actualmente milita en el FC Dietikon de la 2. Liga Interregional de Suiza.

## Carrera

### Club
| Periodo   | Club                   |
| --------- | ---------------------- |
| 2007      | Gambia Ports Authority |
| 2008      | FC Wil                 |
| 2009–2013 | FC St. Gallen          |
| 2013–2017 | FC Sion                |
| 2017–2020 | FC Zürich              |
| 2021-     | FC Dietikon            |

### Selección nacional
Debutó con Gambia en 2008 y actualmente es el jugador con más apariciones con la selección nacional. Formó parte de la selección que participó en la Copa Africana de Naciones 2021.

## Logros

### Club
St. Gallen
- Challenge League: 2011–12[4]

Sion
- Copa de Suiza: 2014–15[4]

FC Zürich
- Copa de Suiza: 2017–18[4]